# يو بن (لاعب كرة قدم)
يو بن هو رياضي ولاعب كرة قدم صيني، ولد في 6 ديسمبر 1995 في يانتاى في الصين. لعب مع نادي غويزهو رينهي.

## وصلات خارجية
- يو بن على موقع قاعدة بيانات كرة القدم.إي يو (الإنجليزية)
- يو بن على موقع Soccerway.com (الإنجليزية)